# Сесольсайм
Сесольсайм (фр. Saessolsheim) — коммуна на северо-востоке Франции в регионе Гранд-Эст (бывший Эльзас — Шампань — Арденны — Лотарингия), департамент Нижний Рейн, округ Саверн, кантон Саверн. До марта 2015 года коммуна административно входила в состав упразднённого кантона Ошфельден (округ Страсбур-Кампань).
Площадь коммуны — 6,49 км², население — 489 человек (2006) с тенденцией к росту: 546 человек (2013), плотность населения — 84,1 чел/км².

## Население
Население коммуны в 2011 году составляло 523 человека, в 2012 году — 530 человек, а в 2013-м — 546 человек.
| 1962 | 1968 | 1975 | 1982 | 1990 | 1999 | 2006 | 2008 | 2011 | 2012 | 2013 |
| ---- | ---- | ---- | ---- | ---- | ---- | ---- | ---- | ---- | ---- | ---- |
| 452  | 457  | 415  | 416  | 410  | 478  | 489  | 498  | 523  | 530  | 546  |

Динамика населения:

## Экономика
В 2010 году из 347 человек трудоспособного возраста (от 15 до 64 лет) 269 были экономически активными, 78 — неактивными (показатель активности 77,5 %, в 1999 году — 74,5 %). Из 269 активных трудоспособных жителей работали 257 человек (135 мужчин и 122 женщины), 12 числились безработными (6 мужчин и 6 женщин). Среди 78 трудоспособных неактивных граждан 29 были учениками либо студентами, 37 — пенсионерами, а ещё 12 — были неактивны в силу других причин.

## Достопримечательности (фотогалерея)

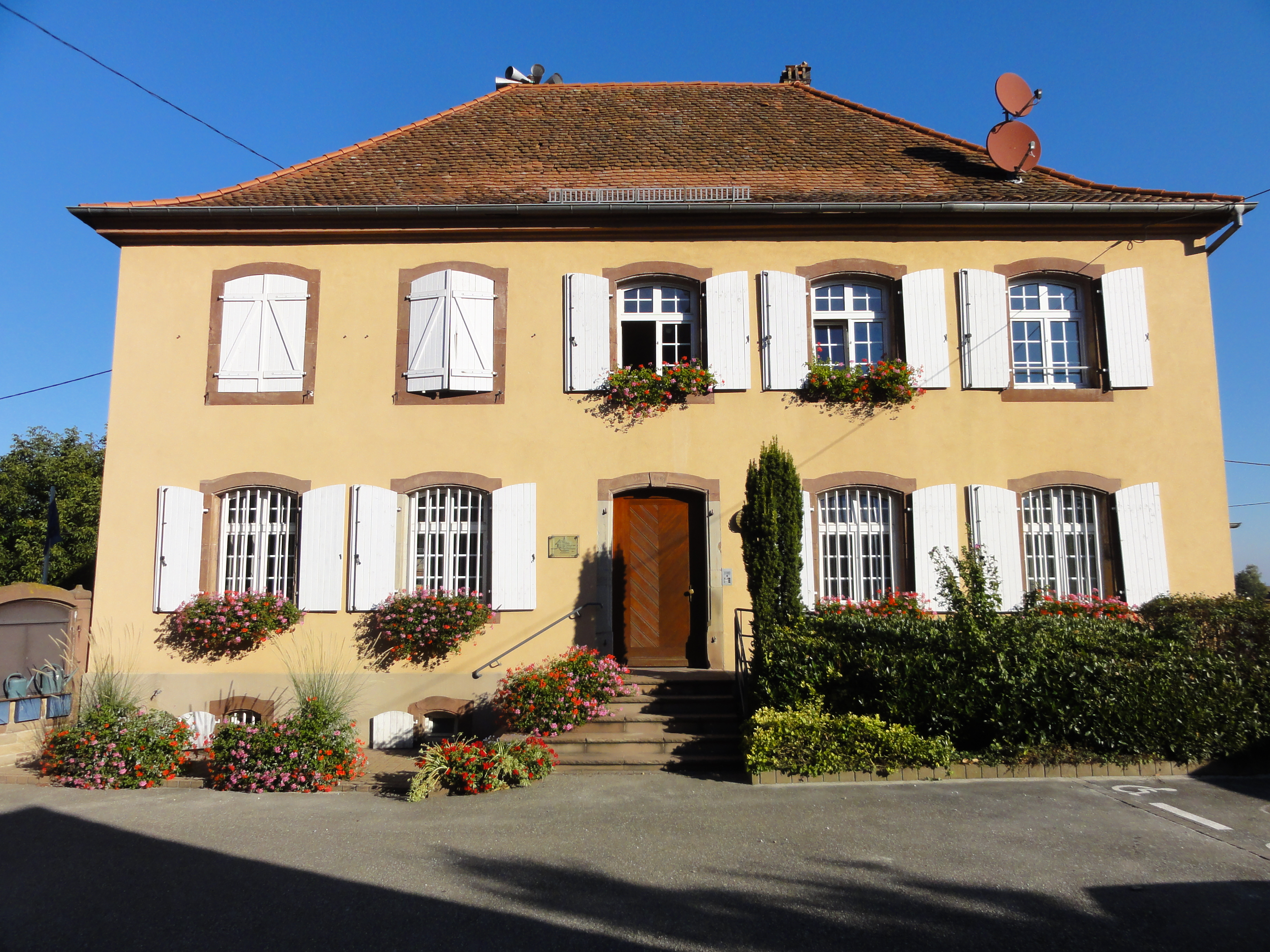
Здание мэрии (бывший дом приходского священника)
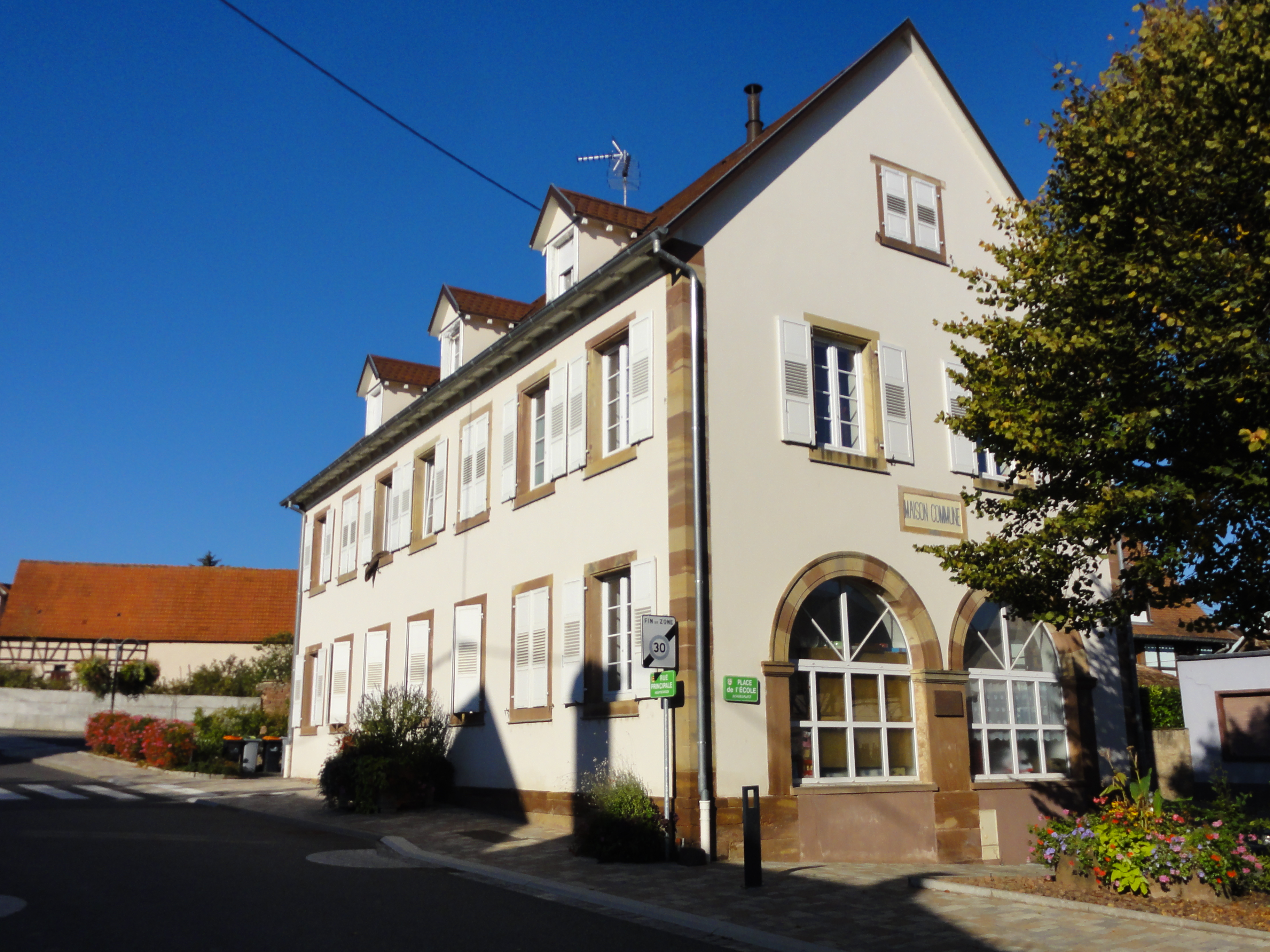
Здание школы
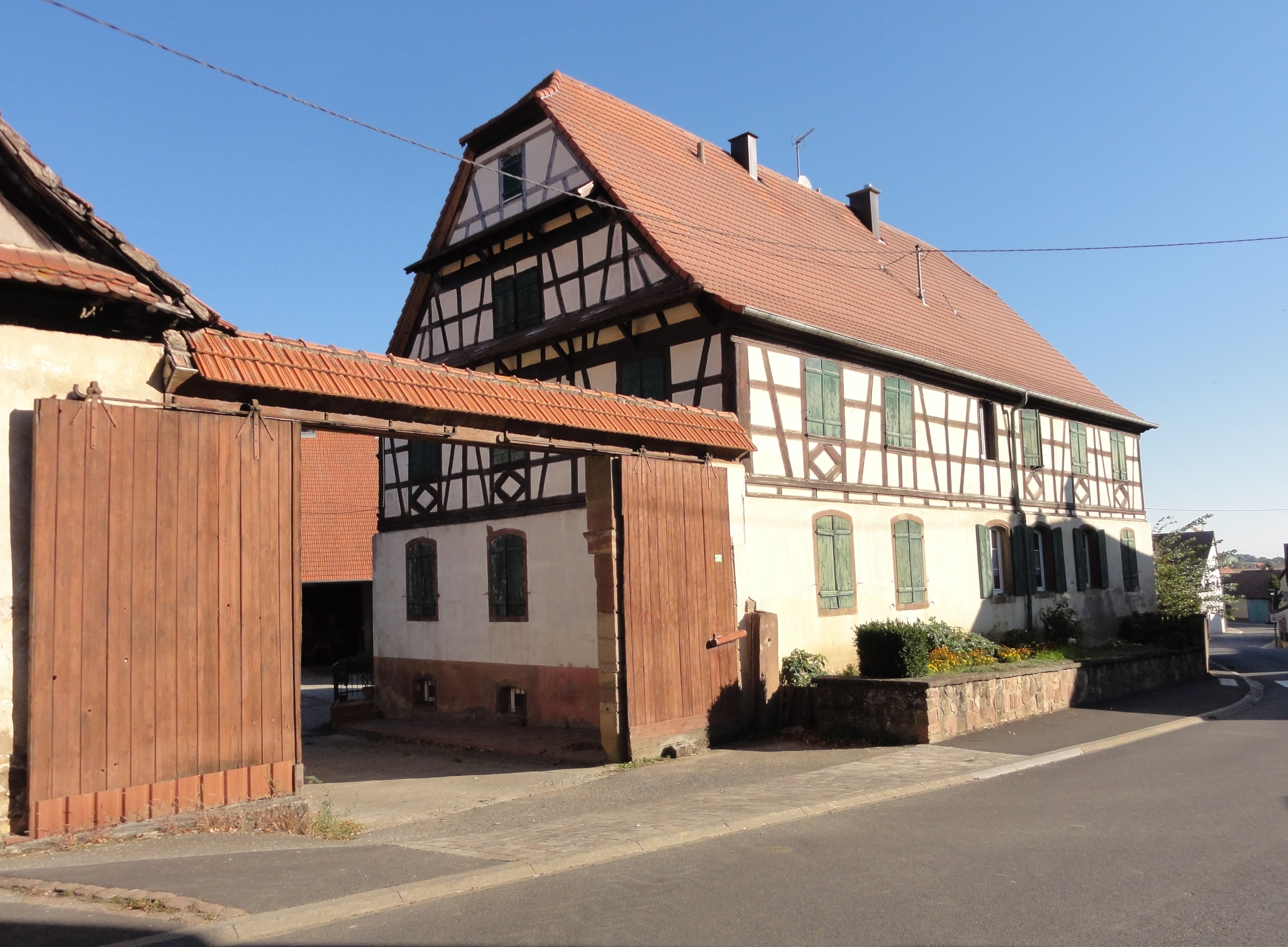
Старая ферма
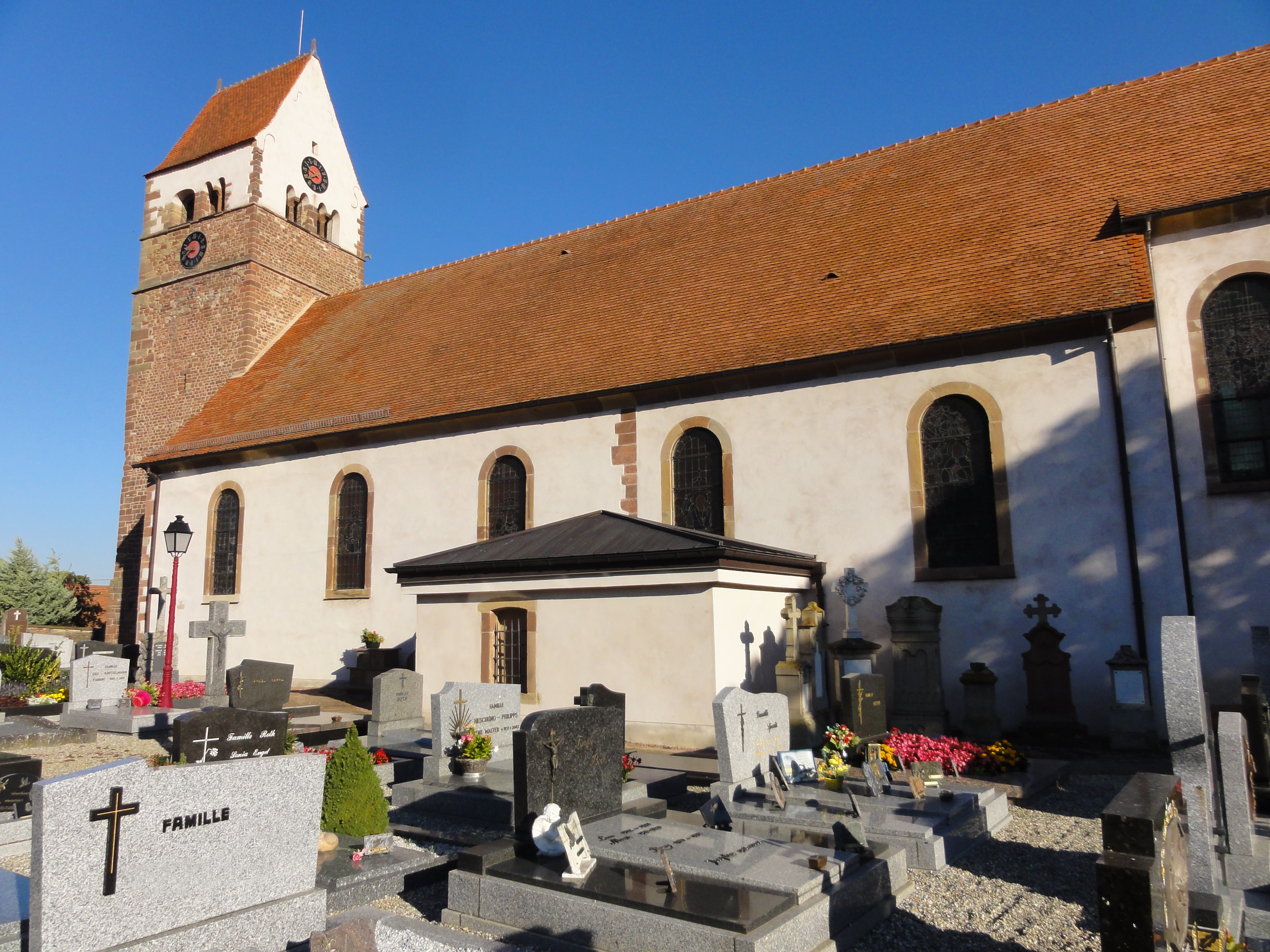
Церковь святого Иоанна Крестителя
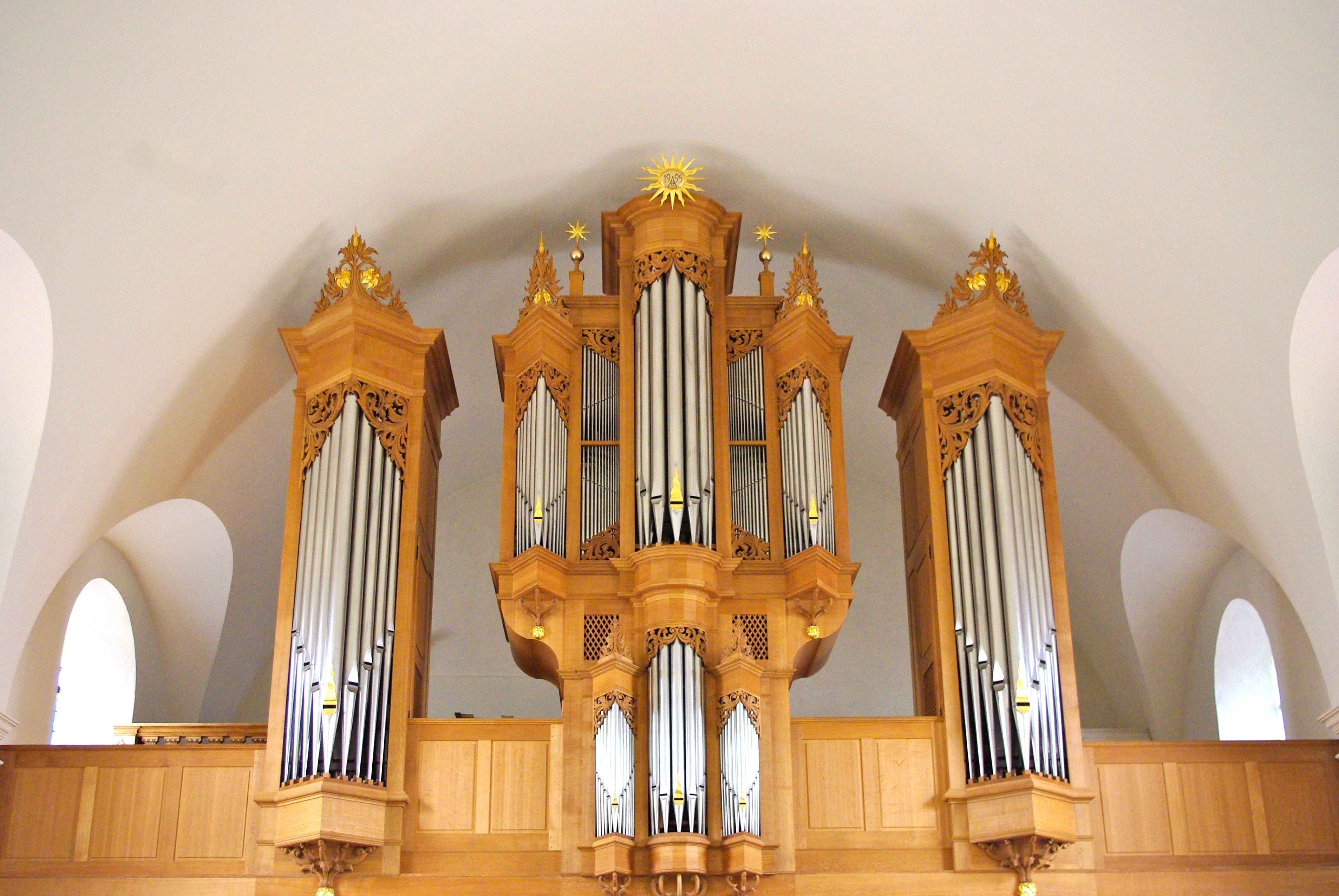
Орган